# 小行星5032
小行星5032（5032 Conradhirsh）是一颗绕太阳运转的小行星，为主小行星带小行星。该小行星于1990年7月18日发现。

## 轨道参数
小行星5032的轨道半长轴为3.0061879 UA，离心率为0.104。